# James Gunn (schrijver)

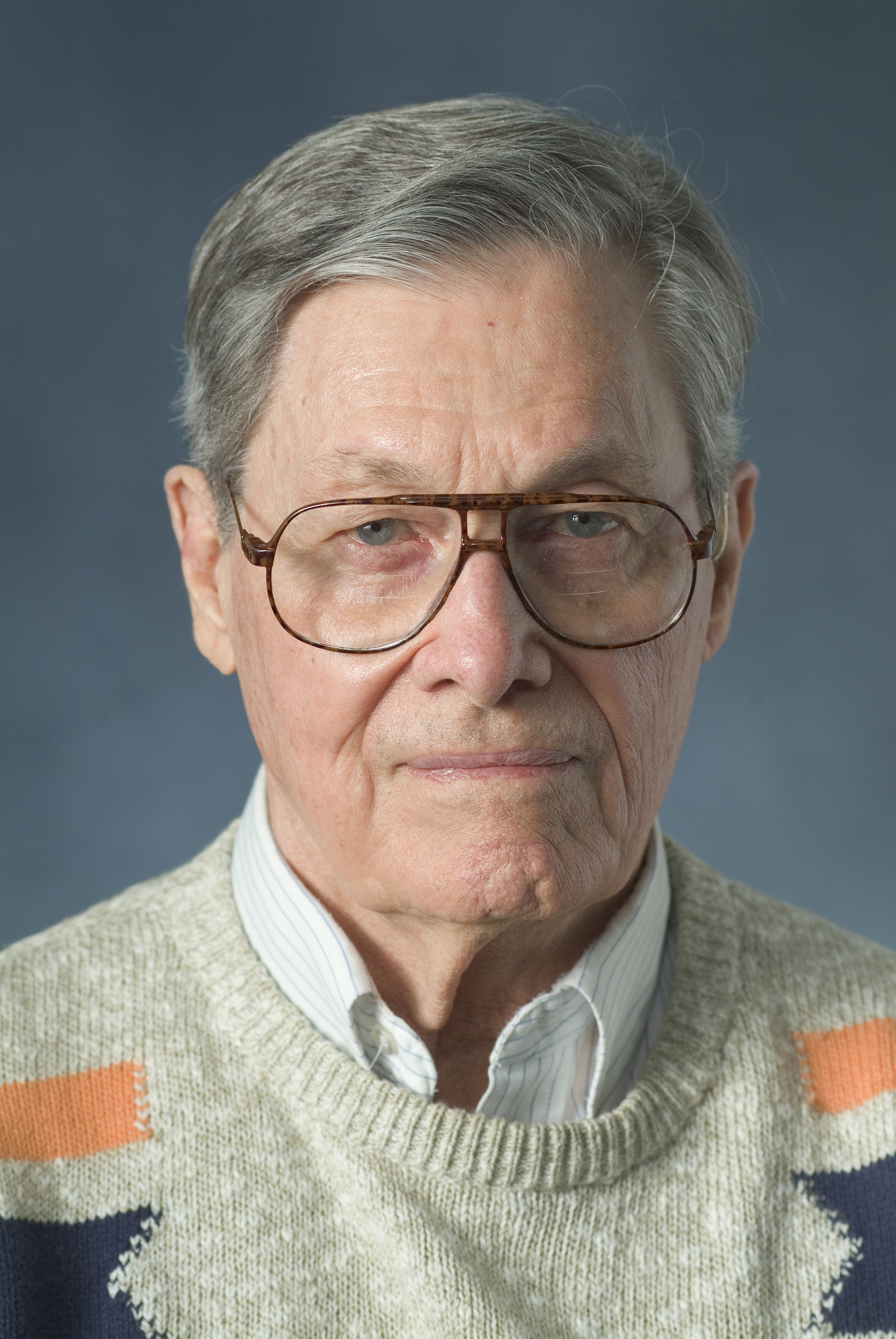
James Gunn

James Edwin Gunn (Kansas City (Missouri), 12 juli 1923 – Lawrence, 23 december 2020) was een Amerikaans sciencefictionschrijver.

## Levensloop
Gunn diende in de US Navy gedurende de Tweede Wereldoorlog. Hij studeerde daarna journalistiek en Engels aan de University of Kansas. Hij ging daar ook werken als public relations manager en als professor Engels, met als specialisatie sciencefiction en schrijven van fictie. Hij was emeritus professor en -directeur van het Center for the Study of Science Fiction, dat jaarlijks de John W. Campbell Memorial Award en de Theodore Sturgeon Memorial Award toekent. Hij was president van de Science Fiction and Fantasy Writers of America (SFWA) in de jaren 1971-72 en president van de Science Fiction Research Association van 1980 tot 1982. 
Gunn begon SF te schrijven in 1948. In 1976 kreeg hij de Locus Award voor Alternate Worlds: The Illustrated History of Science Fiction. Hij won in 1983 een Hugo Award voor non-fictie met het boek Isaac Asimov: The Foundations of Science Fiction.  Hij werd tot Damon Knight Memorial Grand Master benoemd door de SFWA in 2007.